# Pierre Paul Louis Randon de Boisset
Pierre Louis Paul Randon de Boisset, né en 1708 et mort le 28 septembre 1776, est un financier et collectionneur français. Il est considéré comme l'un des plus grands collectionneurs du XVIIIe siècle.

## Biographie
Pierre Louis Paul Randon de Boisset est le fils de Pierre Randon de Larandonnière, directeur des Aides de l'élection de Reims, et de Françoise Delacroix. Il devient avocat en 1736, puis receveur des Aides à Épernay, et fermier général en 1757. L'année suivante, il échange sa charge avec celle de receveur général des finances de la généralité de Lyon. 
D'abord collectionneur de livres, il se met à collectionner les œuvres d'art à la suite de son premier voyage en Italie, en 1752, pendant lequel il rencontre Joseph Vernet. Il se rend de nouveau en Italie en 1763, puis en Flandre et en Hollande en 1766. Il est réputé l'un des plus grands collectionneurs du XVIIIe siècle, ayant rassemblé quantité d’œuvres d'art qui faisaient de son cabinet d'amateur l'un des plus célèbres de la capitale, d'autant plus célèbre qu'il était caché aux yeux du public. Mort célibataire et sans enfant, ses héritiers furent ses neveux, Jean-Louis Millon d'Ainval, receveur général des finances de la généralité de Lyon, et Augustin Millon d'Ailly, receveur général des domaines et bois de la généralité de Paris, qui mirent en vente ses collections. 
Par ailleurs, il est l'auteur de L'Humanité, ou le Tableau de l'indigence (1761). Il a habité rue Neuve-des-Capucines, puis à l'hôtel Cressart, n° 18 place Vendôme, où il est mort. Les boiseries du grand salon de cet hôtel ont été remontées au John Paul Getty Museum.